# ابا ویت براتستروم
ابا ویت براتستروم (انگلیسی: Ebba Witt-Brattström؛ زادهٔ ۱ ژوئن ۱۹۵۳) استاد ادبیات تطبیقی نوردیک، از دانشگاه هلسینکی و اهل سوئد است. یک فمینیست، و استاد ادبیات و رئیس بخش زبان در دانشگاه سودرتورن در حومه استکهلم است. ویت براتستروم مدرک پی اچ دی دارد و پایان‌نامه اش زبان سوئدی بود و نویسنده کتاب جایزه موآ مارتینسون (Moa Martinson: skrift och drift i trettiotalet) در (دانشگاه استکهلم) در سال ۱۹۸۸بود. از آن زمان تاکنون چندین متن را در مورد سنت بریجت سوئد، ویکتوریا بندیکتسون و ادیث سودگرن نوشته‌است. او همچنین کتاب رمان دختران اگالیا نوشته گرد برانتنبرگ به سوئدی ترجمه کرد.

## خانواده
بین سال‌های ۱۹۸۹ تا ۲۰۱۴ ابا ویت براتستروم با هوراس انگدال، دبیر دائمی آکادمی سوئد، ازدواج کرد. آنها سه پسر دارند. او همچنین یک پسر بزرگتر از ازدواج قبلی دارد.
هر دو والدین او در طول جنگ جهانی دوم برای پناهندگی به سوئد آمدند. پدرش از یک خانواده ضد نازی آلمانی بود و مادرش استونیایی از یک خانواده فقیر و دهقانی بود. پدر و مادرش بزودی از هم جدا شدند و مادرش ویت براتستروم را بزرگ کرد.